# S Voice
S Voice – inteligentny osobisty asystent i nawigator wiedzy, który jest dostępny we wbudowanej aplikacji dla sztandarowych smartfonów marki Samsung (począwszy od m.in. Galaxy S III i Galaxy Note II).
S Voice wykonuje komendy głosowe użytkownika, pozwalające wyszukiwać informacje w internecie, ale także np.: wykonywać połączenia telefoniczne, otwierać aplikacje, ustawiać alarmy, aktualizować Facebooka lub Twittera.

## Dostępne języki S Voice
- angielski
- arabski
- francuski
- hiszpański
- koreański
- niemiecki
- włoski